# Irakia simplicialis
Irakia simplicialis är en fjärilsart som beskrevs av Rothschild 1921. Irakia simplicialis ingår i släktet Irakia och familjen mott. Inga underarter finns listade i Catalogue of Life.